# Demande en mariage
Pour la pièce d'Anton Tchekhov, voir l'article Une demande en mariage.

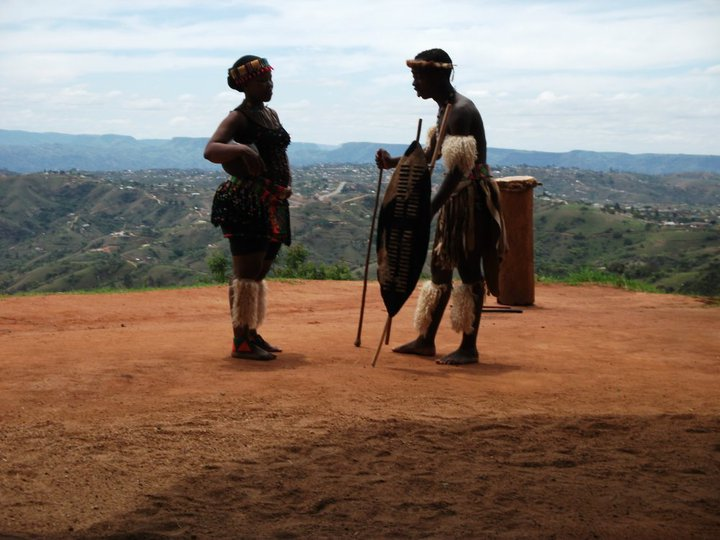
Mise en scène d'une demande en mariage traditionnelle zouloue.

La demande en mariage est, dans une relation amoureuse, le moment ou l'une des deux personnes du couple, traditionnellement l'homme, demande l'autre personne en mariage.

## Géographie
Dans de nombreuses cultures, la demande en mariage, tout au moins traditionnellement, n'est pas faite ni par le marié ni à la mariée. Ce sont des intermédiaires, généralement les parents, qui traitent pour eux de cette question, même si leur rôle est souvent purement symbolique. C'est par exemple le cas en Ukraine, dans l'île philippine de Palawan ou en Côte d'Ivoire.
Éventuellement, en cas d'absence des parents, du fait d'un décès ou d'un éloignement géographique, le rôle de ceux-ci peut être tenu par un autre membre de la famille proche, cousin, frère ou sœur, oncle ou tante par exemple.

### Dans les cultures musulmanes
Dans les traditions musulmanes, la demande en mariage, appelée « Khotba », joue un rôle central dans le processus matrimonial. Elle débute par une rencontre officielle entre les familles du futur marié et de la future mariée. Cette étape symbolique marque l’intention formelle de sceller l’union et inclut souvent des discussions sur les arrangements du mariage, notamment la dot (« Mahr »), un cadeau obligatoire offert par le futur marié à la future mariée selon les prescriptions islamiques.
Les pratiques associées à la demande en mariage varient selon les régions :
- En Afrique du Nord, la famille du futur marié apporte des cadeaux tels que des dattes, de l’huile d’olive et des bijoux, symbolisant respect et prospérité.
- Au Moyen-Orient, la lecture de la Fatiha, première sourate du Coran, accompagne généralement l’engagement, marquant la bénédiction divine sur l’union.
- En Asie du Sud, la demande en mariage est souvent associée à des festivités, avec des cadeaux offerts à la famille élargie.

La demande en mariage dans les traditions musulmanes reflète des valeurs de respect, de responsabilité, et d’harmonie entre les familles. Elle constitue une étape essentielle avant les cérémonies religieuses et festives qui suivront.

## Histoire
En Occident, la demande traditionnelle n'est pas effectuée par l'homme auprès de sa future épouse, mais auprès des parents de cette dernière. Cette pratique est non seulement usuelle, mais obligatoire au moins jusque dans les années 1930,. Dans les campagnes de l'Ouest de la France, au XVIIIe siècle, la fréquentation réciproque est ainsi tacitement autorisée ; mais, dès que les jeunes gens évoquent le mariage, l'intermédiation des parents est indispensable après quelques mois de fréquentation,.
La demande de l'homme auprès de la femme est une pratique récente importée des États-Unis autour de l'an 2000[réf. nécessaire]. Cette pratique, véhiculée notamment par le cinéma et les séries américaines, s'est répandue très rapidement dans le monde entier au début du XXIe siècle, avec parfois quelques particularités,,. Ainsi, en Finlande, en Écosse ou en Irlande, la demande est le fait de l'homme, sauf le 29 février des années bissextiles, où les rôles sont inversés,,.